# Хусеин Хасанефендић
Хусеин Хасанефендић Хус (Бања Лука, 30. јануара 1954) је музичар, композитор, гитариста и оснивач рок састава Парни ваљак.

## Биографија
Недуго по рођењу се преселио у Загреб гдје се музички школовао и завршио високо образовање. Како није успео да упише ликовну академију, студирао је Правни факултет. Музиком је озбиљније почео да се бави почетком 1970-их у групи Аб ово (са Ненадом Зупком и Иваном Пиком Станчићем, а затим у Групи 220 као гитариста и композитор. Када је 1975. Група 220 престала са радом, Хасанефендић, Јурица Пађен и менаџер Владимир Михаљек Миха су основали састав Парни ваљак. У групи су још били басиста Златко Миксић Фума (оснивач састава Златни акорди), пјевач Аки Рахимовски (из македонског састава Тор) и бубњар Срећко Антониоли који је до тада свирао у загребачким Делфинима. Састав је врло брзо постао један од најпопуларнијих на простору бивше Југославије. Издали су бројне албуме а неки од њих су постали златни и платинасти, док се тиражи броје у милионима.
Године 1978. Хасанефендић је отишао на одслужење војног рока, а по повратку је продуцирао први сингл састава Азра са пјесмама „Балкан“ и „А шта да радим“.
Године 1989. постао је члан „Хрватске заједнице самосталних умјетника“. Дугогодишњи је члан „Хрватског друштва складатеља“ и један од оснивача највећег стручног удружења у Хрватској, „Хрватске глазбене уније“.
Ожењен је и има двоје деце.